# Cyclohexanol
Cyclohexanol is een alcohol met als brutoformule C6H11OH. De stof bestaat uit een cyclohexaanring waarvan een waterstofatoom is vervangen door een hydroxylgroep.

## Synthese
De industriële productie van cyclohexanol gebeurt door de hydrogenering van fenol:
Een andere manier is de katalytische oxidatie, met een katalysator op basis van kobalt, van cyclohexaan met zuurstofgas. Het is een radicalaire reactie die verloopt over het onstabiel tussenproduct cyclohexylhydroperoxide. Ze levert een mengsel op van cyclohexanon en cyclohexanol, dat men KA-olie noemt (keton-alcohol):
Dit wordt gebruikt als grondstof voor de productie van adipinezuur.

## Toepassingen
Cyclohexanol kan geoxideerd worden tot cyclohexanon door middel van een chroomzuur (gevormd door het oplossen van natriumdichromaat in water en geconcentreerd zwavelzuur). De oxidatie zal stoppen als het cyclohexanon gevormd is omdat een sterker oxiderend agens nodig is om de koolstofverbinding te verbreken. Cyclohexanon is een grondstof voor de productie van caprolactam, waarmee nylon 6 wordt gemaakt.
KA-olie is, via adipinezuur, de voorloper van een andere nylon, nylon 6-6 of polyamide 6-6 (het polycondensatieproduct van adipinezuur en hexamethyleendiamine).
Cyclohexanol wordt ook gebruikt als oplosmiddel en extractiemiddel. Esters van cyclohexanol en alifatische of aromatische carbonzuren worden gebruikt als weekmakers in plastics; bijvoorbeeld dicyclohexyladipaat (ester met adipinezuur), dicyclohexylsebacaat (ester met sebacinezuur) of dicyclohexylftalaat (ester met ftaalzuur).